# 古北美蜜蜂
古北美蜜蜂（Apis nearctica）是存在於中新世，蜜蜂屬已滅絕的物種，可能分布在現今美國內華達州一帶，2009年由恩格爾（Michael S. Engel）等人團隊在內華達州斯圖爾特峽谷（Stewart Valley）發現化石。是蜜蜂屬已知唯一一個在北美分布的物種，儘管本種是透過化石紀錄發現的。